# Camuy Arriba
Camuy Arriba es un barrio ubicado en el municipio de Camuy en el Estado Libre Asociado de Puerto Rico. En el Censo de 2010 tenía una población de 3290 habitantes y una densidad poblacional de 403,52 personas por km².

## Geografía
Camuy Arriba se encuentra ubicado en las coordenadas 18°26′44″N 66°53′13″O / 18.44556, -66.88694. Según la Oficina del Censo de los Estados Unidos, Camuy Arriba tiene una superficie total de 8.15 km², que corresponden a tierra firme.

## Demografía
Según el censo de 2010, había 3290 personas residiendo en Camuy Arriba. La densidad de población era de 403,52 hab./km². De los 3290 habitantes, Camuy Arriba estaba compuesto por el 87.81% blancos, el 4.56% eran afroamericanos, el 0.09% eran amerindios, el 0.15% eran asiáticos, el 3.77% eran de otras razas y el 3.62% pertenecían a dos o más razas. Del total de la población el 99.73% eran hispanos o latinos de cualquier raza.